# Ensayo general para la muerte
Ensayo general para la muerte és una pel·lícula policíaca espanyola estrenada el 1963 i dirigida pel català Juli Coll i Claramunt. L'argument és de Pedro Mario Herrero, un xic enrevessat però resolt amb enginy, que fou premiat. Fou ambientada a França per imposició de la censura.

## Sinopsi
Un famós director teatral, Jean, s'assabenta de la infidelitat de la seva esposa Arlette. Aleshores anuncia als seus companys del teatre que cometrà un crim tan perfecte que no se sabrà el mòbil ni apareixerà el cadàver. Aquella mateixa nit un desconegut assalta la seva casa, intenta estrangular la donzella, Franka, i la seva esposa ha desaparegut.

## Repartiment
- Susana Campos - Arlette
- Carlos Estrada - Jean
- Roberto Camardiel - Comissari
- Irán Eory - Franka
- Ángel Picazo - Henri

## Premis
Medalles del Cercle d'Escriptors Cinematogràfics
| Any  | Categoria              | Pel·lícula            | Resultat  |
| ---- | ---------------------- | --------------------- | --------- |
| 1962 | Millor director        | Juli Coll i Claramunt | Guanyador |
| 1962 | Millor actor principal | Roberto Camardiel     | Guanyador |
| 1962 | Millor director        | Pedro Mario Herrero   | Guanyador |